# 王忠康
王忠康（？—），男，中华人民共和国政治人物，曾任成都市人民政府副市长，中国致公党中央委员会常务委员、四川省委员会副主任委员，第八、九届全国政协委员。